# Francesco Marras
Francesco Marras (Sassari, ...) è un musicista, cantante e compositore italiano, solo artist e chitarrista delle bands metal Tygers of Pan Tang e Screaming Shadows.
Ha studiato chitarra classica al Conservatorio di musica con il M° Armando Marrosu e chitarra elettrica in privato.
Nel 1998 ha fondato la band metal Screaming Shadows con cui ha realizzato i dischi  “Behind the mask” (2003), “In the name of God” (MGP 2006), “New era of shadows” (MGP 2009) e “Night keeper” (JRR 2011); con cui ha effettuato diversi concerti in Sardegna, Italia ed estero, come headliner e di spalla ad artisti come Labyrinth, Piero Pelù, Bambole di pezza, ecc. partecipando alle edizioni del 2003 e del 2004 del Tim Tour (nelle città di Alghero, Cagliari e Milano) e partecipando alle trasmissioni di Rock Tv: Database, On the road, Salaprove. Hanno collaborato con la band musicisti della scena Italiana come: Mattia Stancioiu (ex Labyrinth) Alessandro Del Vecchio, Gianluigi Girardi, Pier Gonella, ecc.
Ha collaborato con la cantante dei Tristania Mariangela Demurtas suonando insieme diversi concerti in acustico, realizzando un mini ep di cover, diversi video per youtube ed un disco di inediti purtroppo mai pubblicato.
Ha collaborato con la band Italiana Verde Lauro, con cui ha realizzato i dischi  “Sono animali al mondo” e “6 Aprile” e diversi video per youtube.
Dal 2011 collabora con il cantante, tastierista e produttore Alessandro Del Vecchio, prendendo parte ai dischi “Revolution road” (Avenue of Allies 2013), “Moonland ft. Lenna Kuurmaa” (Frontiers Records 2014), “Resurrection Kings” (come co-compositore sul brano “Wash away” – Frontiers 2016), Alessandro Del Vecchio and friends…with Toby Hithcock “Live at Frontiers XX Anniversary” (Frontiers Records 2016), Terry Brock “Face in the crowd – Live at Frontiers Rock Festival 2016” (Frontiers Records 2016).
Come artista solista ha realizzato i dischi strumentali  “Black Sheep” (2011) che vede come ospite il batterista americano John Macaluso, “Time Flies” (2018) con ospiti come Jason Rullo (Symphony X), Daniel Flores, Mattia Stancioiu, Nicola Mazzucconi,ecc .
Ha realizzato diversi dischi con i suoi side studio projects Black Demons (Eternal return) e Francesco Marras’ Stone Circles Project.
Come turnista ha suonato dal vivo con musicisti e bands come Bonfire, Purpendicular, Terry Brock (Strangeways), Toby Hitchcock (Pride of lions), Angelica (The murder of my sweet), Tarald Lie Jr. (Tristania), Ricardo Amorim (Moonspell), Yossi Sassi (ex Orphaned Land), Steven Mageney (Crystal Ball),  ecc.
Come session man ha inoltre partecipato ai dischi di musicisti come Viana (nei dischi “Viana” uscito nel 2017 per l’etichetta Street Symphony e “Forever Free” uscito nel 2019 per Escape Records),  Il Bepi (nei dischi “Dadi e cime”, “Nof” entrambi del 2017, “T11” del 2018). Appare come ospite nei dischi di artisti come: Last Signal “One step over the line” (prodotto da Daniel Flores, uscito per Frontiers Records nel 2016 e cantato da Herry Hess, cantante degli Harem Scarem), Cry of dawn ft. Goran Edman (Frontiers Records 2016, Icy Steel, Rodeo Clown, ecc.
Nel 2019 si trasferisce in Germania dove inizia la collaborazione con il Bassista Martin Engelien (bassista della Klaus Lage band, famosissima in Germania negli anni 80) con cui suona in giro per la Germania insieme al suo progetto Go Music. È presente nei dischi “One earth” e “Hope” (entrambi usciti nel 2020 per l’etichetta Tedesca A1 Records) del progetto Go Music con due brani registrati dal vivo.
Dall’Ottobre 2020 è il chitarrista della band inglese Tygers Of Pan Tang, icona della NWOBHM.
Attualmente sta lavorando ad un nuovo disco degli Screaming Shadows, un disco solista che lo vedrà impegnato anche come cantante e sta scrivendo nuova musica insieme ai Tygers of pan tang.